# Frode Halle
Frode Halle (ur. 15 marca 1906, zm. 10 stycznia 1995) – norweski wojskowy, dowódca SS-Schijäger-Batallion "Norwegen" oraz Hirdens Bedriftsvern i Hirdens Alarmenheter pod koniec II wojny światowej
W 1928 r. ukończył szkołę wojenną, po czym służył w armii norweskiej. Po zajęciu Norwegii przez wojska niemieckie w maju 1940 r., podjął kolaborację z okupantami. Wstąpił do Ochotniczego Legionu Norweskiego, walczącego na froncie wschodnim z Sowietami. Wiosną 1942 r. został dowódcą 1 kompanii w stopniu SS-Obersturmführera. Od 23 października 1943 r. służył w SS-Panzergrenadier-Regiment "Norge" jako dowódca II batalionu w stopniu SS-Sturmbannführera. W marcu lub kwietniu 1944 r. objął dowodzenie SS-Schijäger-Batallion "Norwegen", który działał w północnej Karelii. Po kapitulacji Finlandii 4 września jednostka przyłączyła się do wycofywujących się z fińskiego terytorium Niemców. Spędziła 3 tygodnie w Rovaniemi, a po ataku fińskich oddziałów na miasto, przeszła do Norwegii, osiągając w grudniu Narwik. Następnie została przetransportowana w rejon Oslo, gdzie F. Halle zrezygnował z dowództwa. Przeszedł do dowództwa Hird, paramilitarnej organizacji podległej faszystowskiej partii Nasjonal Samling. Stanął na czele Hirdens Bedriftsvern i Hirdens Alarmenheter, jedynych uzbrojonych formacji Hird.
Był odznaczony Żelaznym Krzyżem 2 klasy.